# Harry Streett Baldwin
Harry Streett Baldwin (* 21. August 1894 in Baldwin, Baltimore County, Maryland; † 19. Oktober 1952 in Baltimore, Maryland) war ein US-amerikanischer Politiker. Zwischen 1943 und 1947 vertrat er den Bundesstaat Maryland im US-Repräsentantenhaus.

## Werdegang
Harry Baldwin besuchte die öffentlichen Schulen seiner Heimat und studierte danach an der University of Maryland. Anschließend wurde er Eigentümer einer Farm. Gleichzeitig schlug er als Mitglied der Demokratischen Partei eine politische Laufbahn ein. Im Jahr 1931 saß er im Abgeordnetenhaus von Maryland; zwischen 1934 und 1942 gehörte er dem Bezirksrat an. Seit 1938 war er dessen Präsident. Bei den Kongresswahlen des Jahres 1942 wurde Baldwin im zweiten Wahlbezirk von Maryland in das US-Repräsentantenhaus in Washington, D.C. gewählt, wo er am 3. Januar 1943 die Nachfolge von William Purington Cole antrat. Nach einer Wiederwahl konnte er bis zum 3. Januar 1947 zwei Legislaturperioden im Kongress absolvieren. In seine Zeit im Kongress fiel das Ende des Zweiten Weltkrieges.
1946 verzichtete Baldwin auf eine weitere Kongresskandidatur. Stattdessen strebte er erfolglos die Nominierung seiner Partei für die Gouverneurswahlen an. In den folgenden Jahren betätigte er sich wieder in der Landwirtschaft. Im Jahr 1950 wurde er wieder Mitglied und später Vorsitzender des Bezirksrats im Baltimore County. Er starb am 19. Oktober 1952 in Baltimore und wurde in Jacksonville beigesetzt.